# Kelly Rowland

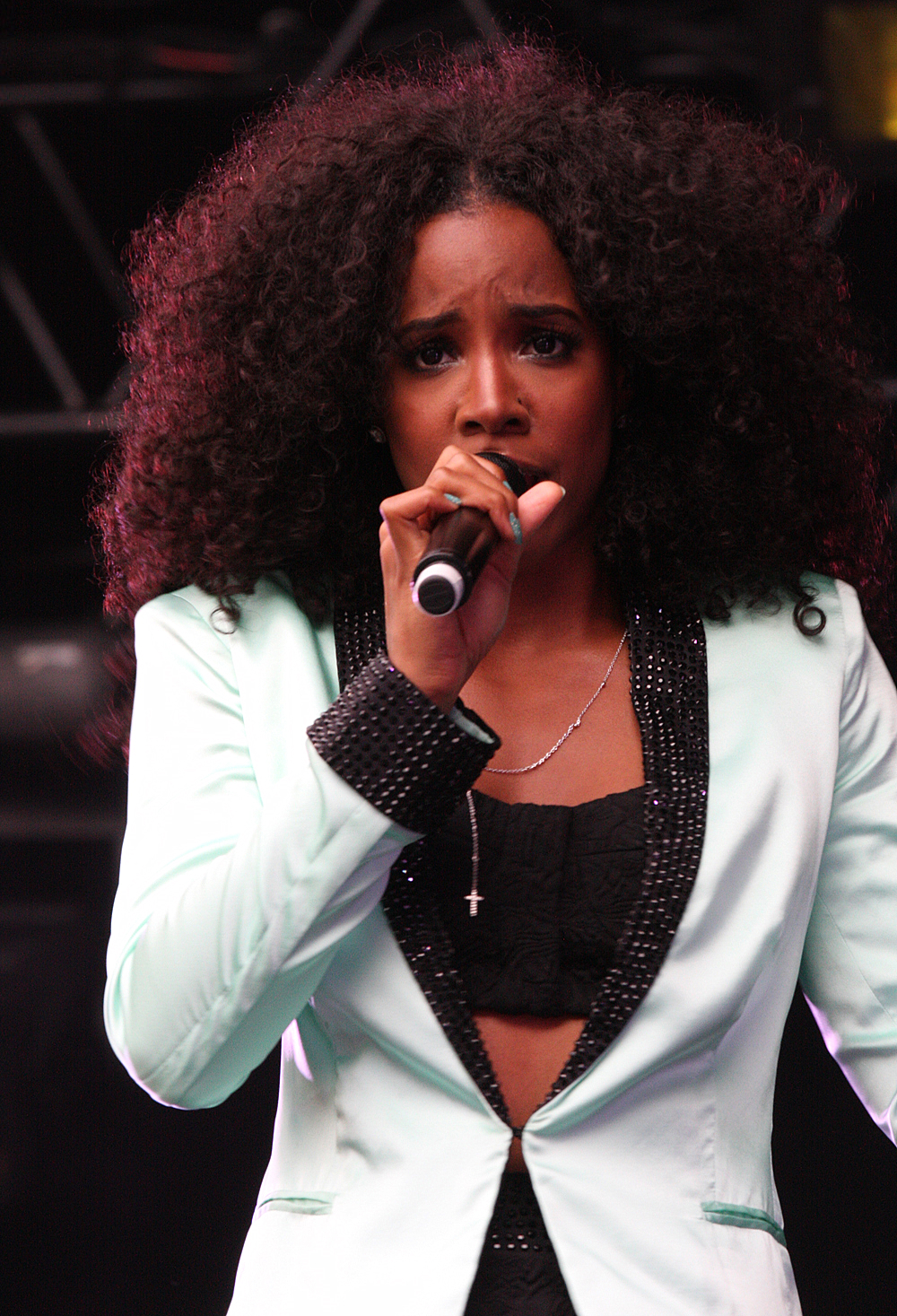
Kelly Rowland (2012)

Kelendria Trene „Kelly“ Rowland (* 11. Februar 1981 in Atlanta, Georgia) ist eine US-amerikanische R&B-Sängerin und Schauspielerin. Bekannt wurde sie als Mitglied der Girlgroup Destiny’s Child. Zu ihren größten Solo-Hits zählen Dilemma mit Nelly, Work und When Love Takes Over mit David Guetta.

## Werdegang

### Jugend
Rowland wurde 1981 in Atlanta, Georgia als zweites Kind der allein erziehenden Doris Lovett Rowland geboren. Sie hat einen älteren Bruder namens Orlando. Nach mehreren Umzügen verbrachte sie schließlich einen Großteil ihrer Kindheit im Elternhaus ihrer guten Freundin Beyoncé Knowles in Houston, Texas, nachdem sie im Alter von zehn Jahren der Tanz- und Gesangsband Girls Tyme beigetreten war. Im Laufe der Jahre gelang es Rowland und ihren Bandkolleginnen, durch zahlreiche Auftritte in Einkaufszentren oder bei Talent- und Gesangswettbewerben (darunter auch das TV-Format Star Search) auf lokaler Ebene auf sich aufmerksam zu machen. Als ein Plattenvertrag mit Elektra Records bevorstand, änderte man den Namen der Gruppe, die fortan aus Beyoncé Knowles, Kelly Rowland, LeToya Luckett und LaTavia Roberson bestand, in Destiny’s Child.

### Destiny’s Child

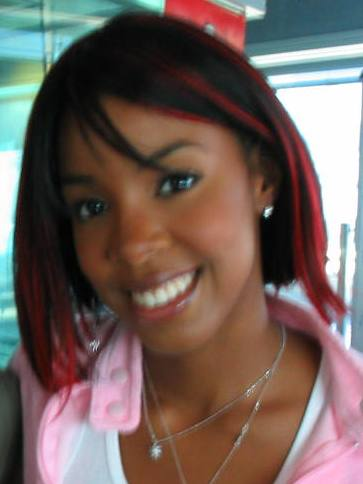
Kelly Rowland (2003)

Nach einigen Verzögerungen unterzeichnete das Quartett 1996 schließlich bei Columbia Records seinen ersten Plattenvertrag. Die erste Single der Band, No, No, No, kletterte bis auf Platz drei der US-amerikanischen Billboardcharts und machte die Band über Nacht landesweit bekannt. Es folgten weitere erfolgreiche Auskopplungen; darunter die weiteren Nummer-eins-Hits Bills Bills Bills und Say My Name. Außerdem erschienen zwei erfolgreiche Alben: Destiny’s Child (1998) und The Writing’s on the Wall (1999).
Am Höhepunkt ihrer Karriere lösten sich zwei der vier Mitglieder von der Gruppe. Ende 1999 verließen LeToya Luckett und LaTavia Roberson die Band wegen Unstimmigkeiten mit dem Manager Mathew Knowles. Daraufhin nahm Destiny’s Child zwei neue Mitglieder auf: Michelle Williams und Farrah Franklin. Letztere verließ die Band auf Grund interner Probleme wiederum nach nur sechs Monaten, Destiny’s Child blieben als Trio bestehen.
Im Spätherbst 2000 veröffentlichten Destiny’s Child die Single Independent Women Part II, den Filmsong zum Kinoerfolg 3 Engel für Charlie und gleichsam Vorbote zu ihrem dritten Album Survivor, das im Mai 2001 erschien und sowohl in den USA, Großbritannien als auch in Deutschland, Österreich und der Schweiz die Spitze der Albumcharts belegte. Die Platte verkaufte sich allein in den USA bis Ende 2001 über 4 Millionen Mal und brachte mit Survivor, Bootylicious und Emotion (einer Coverversion der Bee Gees) drei weitere Hitsingles hervor. Nach der anschließenden Welttournee trennten sich die Wege der Bandmitglieder zu Gunsten von Solokarrieren im Jahre 2002 vorerst.
Zwei Jahre später, 2004, trafen Rowland, Knowles und Williams sich erneut um ihr viertes Studioalbum Destiny Fulfilled aufzunehmen. Das Album verkaufte sich weltweit mehr als 8 Millionen Mal und produzierte mit den Singleauskopplungen Lose My Breath, Soldier, Girl und Cater 2 U weitere Top-10-Hits. Am 11. Juni 2005 verkündete die Band während ihrer Welttour in Barcelona/Spanien schließlich ihre endgültige Trennung. Im Jahr 2012 startete die Band ein Comeback, um ein Best-Of-Album zu veröffentlichen und um beim Super Bowl 2013 zu performen.

### Solokarriere

#### 2002–2007:Simply Deep
Ihren ersten Erfolg als Solointerpretin landete Rowland im Sommer 2002 mit dem Lied Dilemma, eine Zusammenarbeit mit dem Rapper Nelly. Die Single wurde zu einem Welthit und kletterte sowohl in den USA, Großbritannien, Deutschland, der Schweiz als auch einer Vielzahl weiterer Länder bis auf Platz 1 der Charts. Das Lied zählte zu den erfolgreichsten des Jahres. Der Veröffentlichungstermin des Solodebüts Simply Deep wurde im Zuge des Erfolges auf Oktober 2002 vorgezogen und mit Stole die erste Auskopplung aus dem Album erwählt. Diese gelang in die Top 20 der Charts. Obwohl die Single als auch ihre Nachfolger Can’t Nobody und Train on a Track nicht an den Erfolg des Duetts anschließen konnten, gelangte Simply Deep zumindest im Vereinigten Königreich bis an die Spitze der Albumcharts. Rowland tourte 2003 anschließend für vierzehn Konzerte durch Europa und stand sowohl für den Horrorfilm Freddy vs. Jason (2003), die romantische Komödie The Seat Filler (2004) als auch für eine Vielzahl von Fernsehproduktionen vor der Kamera.

#### 2007–2009:Ms. Kelly

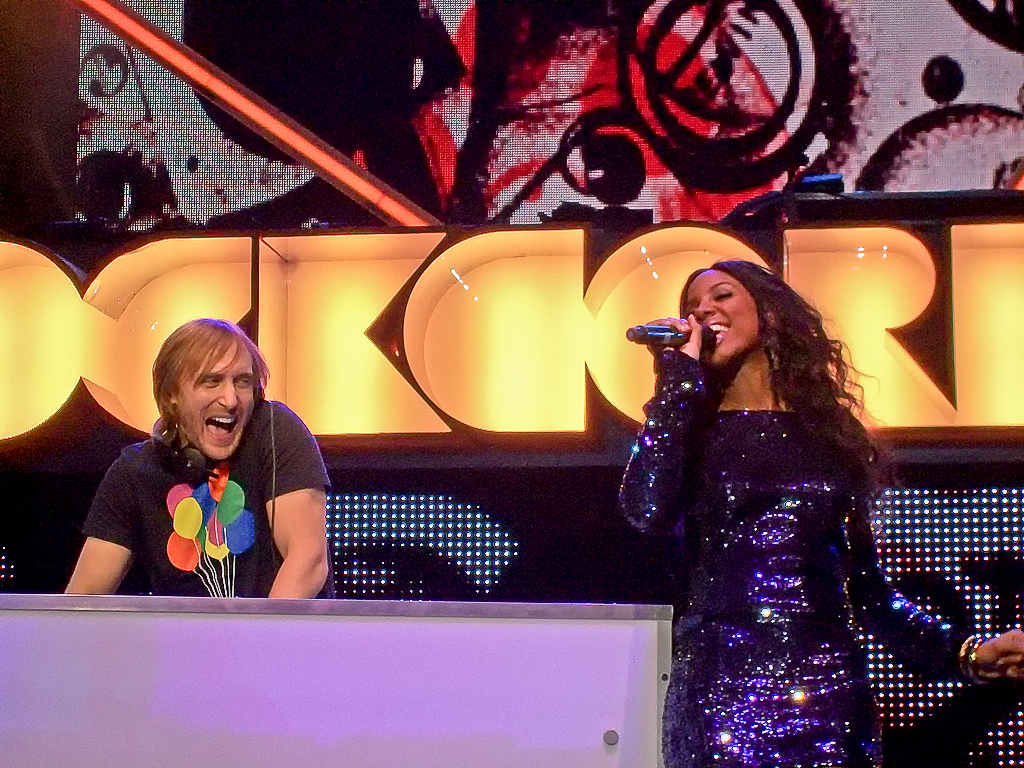
David Guetta und Kelly Rowland (2009)

Nach der Auflösung von Destiny’s Child im Herbst 2005 machte Rowland zunächst als Chorusstimme auf Here We Go, der ersten Single aus dem Album The Glamorest Life von Rapperin Trina erneut als Solo-Interpretin auf sich aufmerksam. Die Mid-Tempo-Ballade kam sowohl in den Vereinigten Staaten als auch in Großbritannien, Finnland und Neuseeland in die Top 20 der Singlecharts. Kelly Rowlands eigenes zweites Soloalbum, dessen ursprüngliche Veröffentlichung für Juli 2006 unter dem Titel My Story vorgesehen gewesen war, wurde auf Grund labelinterner Konflikte zunächst mehrfach verschoben und schließlich erst im Juni 2007 als Ms. Kelly veröffentlicht. Unter anderem Scott Storch, Polow Da Don, Solange Knowles und Sean Garrett waren an der Neufassung der Platte beteiligt, auf deren erste Single Like This zugleich die Rapperin Eve zu hören war. Nach dem europaweiten Erfolg der dritten Single Work veröffentlichte Rowland das Album zwischen März und Mai 2008 in einer neuen Version mit neu aufgenommenen Songs. Die Neufassung, Ms. Kelly Deluxe, brachte unter anderem die mit Travie McCoy von den Gym Class Heroes aufgenommenen Bobby-Womack-Coverversion Daylight als Single hervor, die zugleich als Titelsong zur französischen Kinoproduktion von Asterix bei den Olympischen Spielen (2008) fungierte. Die Weltpremiere des dazugehörigen Videos fand am 6. Januar 2008 in der französischen Sendung Vivement Dimanche auf France 2 statt. Gemeinsam mit David Guetta nahm Rowland den Song When Love Takes Over auf, der zu einem weltweiten Nummer-eins-Hit wurde. Durch diesen Erfolg nahm Rowland ihr nächstes Studioalbum rasant innerhalb eines Jahres auf.

#### 2010–2014:Here I Am&Talk a Good Game
Rowland wechselte zu Universal, beendete somit ihre geschäftliche Beziehung mit Beyoncé’s Vater & Destiny’s Child’s Manager Matthew Knowles. Daraufhin begann sie gemeinsam mit David Guetta, Solange Knowles, Rico Love und einigen anderen namhaften Produzenten die Arbeit an ihrem dritten Album Here I Am. Im April 2010 sang sie erstmals den von David Guetta produzierten Song Commander aus dem neuen Album, das im Oktober 2010 veröffentlicht wurde. Eine Remix Version mit Nelly wurde im Anschluss veröffentlicht. Die zweite und dritte Single des Albums, Rose Colored Glasses und Grown Woman, wurden exklusiv in den USA veröffentlicht, die vierte Auskopplung, Forever & a Day, wiederum weltweit. 2011 nahm Kelly Rowland gemeinsam mit dem Rapper Tinie Tempah den Titel Invincible auf, zusammen mit Nelly das Lied Gone.
Am 30. Mai 2011 bestätigte der britische Sender ITV, dass Rowland in der Jury der achten Staffel der Castingshow The X Factor sitzen wird. Am 26. Juli wurde Kelly Rowlands drittes Album Here I Am veröffentlicht. Auf der Standard-Version sind 10 Tracks zu hören, darunter auch ihr Hit Commander.
Ihr viertes Studioalbum heißt Talk a Good Game, wie sie auf YouTube bekannt gab. Das Projekt sollte ursprünglich Year of the Woman heißen. Das Studioalbum wurde am 17. Juni 2013 in Großbritannien und einen Tag darauf in den USA veröffentlicht. Die erste offizielle Singleauskopplung ist Kisses Down Low, diese wurde weltweit veröffentlicht. In vielen Ländern darunter auch in den Vereinigten Staaten gelang der Charteinstieg. Am 28. Mai 2013 wurde Dirty Laundry als zweite Single veröffentlicht. In dem Song Dirty Laundry (deutsch: „schmutzige Wäsche“) singt sie über ihre schwere Zeit nach Destiny’s Child, den Vergleich zu Beyoncé und über eine schwierige Beziehung. Die dritte und letzte Single aus dem Album ist der gemeinsame Song mit Wiz Khalifa Gone. Als Promotion für das Album veröffentlichte Rowland den Song Ice mit Rapper Lil Wayne. Auf dem Album sind ebenfalls ihre Destiny’s Child Kolleginnen Michelle Williams und Beyoncé zu hören.

#### Ab 2015: fünftes Album und EPK
Rowland hat mit dem amerikanischen Sender BET im Juni 2016 eine fünfköpfige Girlband gecastet, die den Namen June’s Diary trägt. Die Sendung nannte sich Chasing Destiny’s. Ein Song mit dem Titel Dumb veröffentlichte sie im Finalen Auftakt der Sendung. Außerdem hat sie ein Buch veröffentlicht welches Whoa! Baby heißt. Ein weiterer Song namens Conceidet, der nicht zum neuen Album gehört, wurde im Internet veröffentlicht. Die Arbeit an ihrem fünften Studioalbum hat Rowland schon während ihrer Schwangerschaft begonnen. Seit Ende 2017 sitzt Rowland in der australischen The-Voice-Jury. Gegen Ende des Jahres 2018 hat Rowland eine neue Single mit dem Titel Kelly veröffentlicht. Für eine Werbekampagne hat sie das Lied Crown veröffentlicht.
Alle Lieder, die zur Vorauswahl für das fünfte Album standen, aber nicht auf diesem veröffentlicht wurden, wurden 2021 als EP mit dem Titel K auf den Markt gebracht.
Als Singles mit Musikvideo wurden hier Hitman; Crazy und Coffee veröffentlicht. Im Februar 2024 spielte Rowland die Hauptrolle im Netflix-Film Mea Culpa. Der Film platzierte sich in mehr als 12 Ländern auf Platz 1 der Netflix Rankings.

## Diskografie
Studioalben

| Jahr | Titel            | Höchstplatzierung, Gesamtwochen, AuszeichnungChartplatzierungen (Jahr, Titel, Platzierungen, Wochen, Auszeichnungen, Anmerkungen) | Höchstplatzierung, Gesamtwochen, AuszeichnungChartplatzierungen (Jahr, Titel, Platzierungen, Wochen, Auszeichnungen, Anmerkungen) | Höchstplatzierung, Gesamtwochen, AuszeichnungChartplatzierungen (Jahr, Titel, Platzierungen, Wochen, Auszeichnungen, Anmerkungen) | Höchstplatzierung, Gesamtwochen, AuszeichnungChartplatzierungen (Jahr, Titel, Platzierungen, Wochen, Auszeichnungen, Anmerkungen) | Höchstplatzierung, Gesamtwochen, AuszeichnungChartplatzierungen (Jahr, Titel, Platzierungen, Wochen, Auszeichnungen, Anmerkungen) | Anmerkungen                                                  |
| Jahr | Titel            | DE | AT | CH | UK | US | Anmerkungen                                                  |
| ---- | ---------------- | --- | --- | --- | --- | --- | ------------------------------------------------------------ |
| 2002 | Simply Deep      | DE14 (11 Wo.)DE | AT42 (10 Wo.)AT | CH17 (15 Wo.)CH | UK1 Platin · (29 Wo.)UK | US12 Gold · (19 Wo.)US | Erstveröffentlichung: 22. Oktober 2002 Verkäufe: + 2.750.000 |
| 2007 | Ms. Kelly        | DE80 (1 Wo.)DE | — | CH38 (9 Wo.)CH | UK23 (6 Wo.)UK | US6 (11 Wo.)US | Erstveröffentlichung: 22. Juni 2007 Verkäufe: + 219.000      |
| 2011 | Here I Am        | — | — | CH69 (3 Wo.)CH | UK43 Silber · (5 Wo.)UK | US3 (14 Wo.)US | Erstveröffentlichung: 22. Juli 2011 Verkäufe: + 137.000      |
| 2013 | Talk a Good Game | — | — | CH74 (1 Wo.)CH | UK80 (1 Wo.)UK | US4 (13 Wo.)US | Erstveröffentlichung: 14. Juni 2013                          |

## Filmografie

### Kino
- 1999: Beverly Hood
- 2003: Freddy vs. Jason
- 2004: The Seat Filler
- 2011: Good Save My Shoes (Dokumentation)
- 2012: Denk wie ein Mann (Think like a Man)
- 2012: The Goree Girls
- 2020: Bad Hair
- 2024: Mea Culpa

### Fernsehen
- 1998: Smart Guy (eine Episode)
- 2002: Taina (eine Episode)
- 2002: Allein unter Nachbarn (The Hughleys, drei Episoden)
- 2003: Eve (eine Episode)
- 2003: American Dreams (zwei Episoden)
- 2006: Girlfriends (drei Episoden)
- 2007: Clash of the Choirs (Jury-Mitglied)
- 2009–2011: The Fashion Show (22 Episoden, Jury-Mitglied)
- 2010: Brandy and Ray J: A Family Business
- 2010: The Spin Crowd (eine Episode)
- 2010: When I Was 17
- 2010: X Factor (eine Episode)
- 2010: X Factor Australia (Jury-Mitglied)
- 2010: La La Full Court Wedding
- 2010: The A-list: New York
- 2011: Kourtney and Kim Take New York (eine Episode)
- 2011: Single Ladies (eine Episode)
- 2011: The X Factor (Jury-Mitglied)
- 2011: Keeping Up with the Kardashians (eine Episode)
- 2012: La La’s Full Court Life
- 2012: Everybody Dance Now
- 2013: What Would Dylan Do? (Fernsehfilm)
- 2013: Real Husbands of Hollywood (zwei Episoden)
- 2015: Empire (vier Episoden)
- 2017: Love by the 10th date (Fernsehfilm)
- 2017–2020: The Voice (Australien)
- 2022: The Curse of Bridge Hollow (Netflix)
- 2021: The Equalizer (eine Episode)